# Římskokatolická farnost Hradec nad Svitavou
Římskokatolická farnost Hradec nad Svitavou je jedno z územních společenství římských katolíků v děkanátu Svitavy s farním kostelem svaté Kateřiny.

## Historie farnosti
Obec – německy Greifendorf (Greiffendorf), do roku 1949 Grándorf, od této doby uměle vytvořený název Hradec nad Svitavou -, je poprvé listinně připomínána v roce 1270 jako biskupský majetek, jejíž farář každých čtrnáct dní vykonával bohoslužbu v kostele v Horní Hynčině.
První zmínkou obec dokazuje, že byla založena při středověké kolonizaci koncem 13. století jako léno olomouckých biskupů. Kostel sv. Kateřiny spadal od roku 1559 do správy svitavského děkanátu a svou nynější podobu nese po přestavbě z roku 1710 v důsledku požáru obce v roce 1673, při níž shořely i nejdůležitější listiny obce – zejména listina o obnovení dědičné rychty potvrzená olomouckým biskupem Stanislavem Thurzem z roku 1535.

## Duchovní správci
Administrátorem excurrendo je R. D. Mgr. Václav Dolák

## Bohoslužby
| Kostel         | Místo               | Bohoslužba (den)    | Hodina                                   | Poznámka     |
| -------------- | ------------------- | ------------------- | ---------------------------------------- | ------------ |
| svaté Kateřiny | Hradec nad Svitavou | neděle středa pátek | 8.00 17.00 (zimní čas)/19.00 (letní čas) | Farní kostel |

## Kněží pocházející z farnosti
Rodákem z farnosti je Engelmar Hubert Unzeitig, katolický kněz a odpůrce nacismu, který byl v září 2016 v Německu blahořečen. Této slavnosti se zúčastnil také poutníci z hradecké farnosti. 

## Faráři v Hradci nad Svitavou[4]
|                        | jméno faráře                | poznámka             |
| ---------------------- | --------------------------- | -------------------- |
| kolem r. 1490          | P. Albert                   |                      |
| k 14. 4. 1500          | P. Simon                    |                      |
| 1535 -                 | Ordinis Milicie             |                      |
| r. 1559                | Johann                      |                      |
| 1563 -                 | Peter                       | zemřel r. 1572       |
|                        | S. Georg                    | zemřel r. 1572       |
|                        | neznámí nástupce            |                      |
|                        | Schillinger                 |                      |
|                        | Thomas Handl                |                      |
| 1587 -                 | Jacob Qualterus             | bez vědomí biskupa   |
| 6.11.1587 -            | Joachim                     |                      |
| 15.3.1589 - 1631       | Egydius                     |                      |
| 1631 -                 | Sebastian Klinsky           |                      |
| 1637 - 1669            | Wolfgang Adalbert Schindler |                      |
| - 1675                 | Valentin Franz Jaich        |                      |
| 1675 - 1723            | Franz Wildr                 |                      |
| 3.6.1723 - 18.12.1730  | Simon Franz Schepka         |                      |
| 2.2.1731 - 4.6.1741    | Simon Muck                  |                      |
| 20.7.1741 - 6.5.1756   | Karl Josef Zaruskowitz      |                      |
| 13.7.1756 - 21.10.1773 | Ignac Mehrer                | z Opavy              |
| 1.10.1773 - 5.10.1793  | Johann Hornisch             | ze Svitav            |
| 2.2.1794 - 22.8.1816   | Andreas Jusniger            |                      |
| 1817 - 24.4.1833       | Josef Spiller               | z Johanisthal (nar.) |
| 1833 - 24.3.1855       | Johann Proschek             | z Olomouce (nar.)    |
| 1855 - 20.11.1861      | Karl Hoppe                  | z Šumperka (nar.)    |
| 11.3.1862 - 1875       | Joseph Meintzl              | z Rohle (nar.)       |
| 1875 - 16.12.1877      | Kurt Till                   |                      |
| 11.4.1875 -            | Mauritz Groger              | z Bruntálu (nar.)    |
| - 30.7.1928            | Gotthard Goš                |                      |
| - 1.2.1929             | Josef Huhner                |                      |
| 28.2.1929 -            | Hugo Riedel                 |                      |